# Elisa De Santis
 (février 2023).
La mise en forme du texte ne suit pas les recommandations de Wikipédia : il faut le « wikifier ».
Les points d'amélioration suivants sont les cas les plus fréquents. Le détail des points à revoir est peut-être précisé sur la page de discussion.
- Les titres sont pré-formatés par le logiciel. Ils ne sont ni en capitales, ni en gras.
- Le texte ne doit pas être écrit en capitales (les noms de famille non plus), ni en gras, ni en italique, ni en « petit »…
- Le gras n'est utilisé que pour surligner le titre de l'article dans l'introduction, une seule fois.
- L'italique est rarement utilisé : mots en langue étrangère, titres d'œuvres, noms de bateaux, etc.
- Les citations ne sont pas en italique mais en corps de texte normal. Elles sont entourées par des guillemets français : « et ».
- Les listes à puces sont à éviter, des paragraphes rédigés étant largement préférés. Les tableaux sont à réserver à la présentation de données structurées (résultats, etc.).
- Les appels de note de bas de page (petits chiffres en exposant, introduits par l'outil «  Source ») sont à placer entre la fin de phrase et le point final[comme ça].
- Les liens internes (vers d'autres articles de Wikipédia) sont à choisir avec parcimonie. Créez des liens vers des articles approfondissant le sujet. Les termes génériques sans rapport avec le sujet sont à éviter, ainsi que les répétitions de liens vers un même terme.
- Les liens externes sont à placer uniquement dans une section « Liens externes », à la fin de l'article. Ces liens sont à choisir avec parcimonie suivant les règles définies. Si un lien sert de source à l'article, son insertion dans le texte est à faire par les notes de bas de page.
- La présentation des références doit suivre les conventions bibliographiques. Il est recommandé d'utiliser les modèles {{Ouvrage}}, {{Chapitre}}, {{Article}}, {{Lien web}} et/ou {{Bibliographie}}. Le mode d'édition visuel peut mettre en forme automatiquement les références.
- Insérer une infobox (cadre d'informations à droite) n'est pas obligatoire pour parachever la mise en page.

Pour une aide détaillée, merci de consulter Aide:Wikification.
Si vous pensez que ces points ont été résolus, vous pouvez retirer ce bandeau et améliorer la mise en forme d'un autre article.
Elisa De Santis, née le 2 mars 1989, est une joueuse de flag et de football américain de nationalités française et italienne, qui évolue aux Molosses d'Asnières.
Avec l'équipe de France, dont elle est la capitaine et considérée comme la meilleure joueuse elle remporte le championnat du monde en 2006 en Corée du Sud, ainsi que de nombreux titres dont celui de championne d'Europe, et de nombreuses distinctions individuelles telles que "MVP" et "All-Stars" des championnats du monde (All-star défense et All-star attaque) et d'Europe.
En Italie, où elle joue également régulièrement avec les Elephants de Catania elle remporte trois titres de championne nationale. 
Elle est considérée comme l'une des meilleures joueuses sur le continent européen et est l'une des figures majeures du développement du flag en France. 

## Biographie
Elisa De Santis commence à jouer au flag dès l'école primaire, puis passe au football américain. Elle rejoint les Molosses d'Asnières-sur-Seine à l'âge de 16 ans quand elle passe des moins de 15 ans aux Seniors. Elle raconte qu'elle a commencé à jouer au football américain mais qu'elle souhaitait initialement jouer au football (soccer). Après la France, elle poursuit sa carrière en Australie, au Mexique et en Italie. En Australie, elle a joué pour les Rebels à Sydney, à Mexico pour les Leones. 
Depuis plusieurs années, elle évolue avec les Elephants de Catane club avec lequel elle remporte trois titres nationaux. Avec l'équipe masculine des Marines Lazio, elle remporte également le championnat.  
En 2020, elle compte une vingtaine de saisons de flag et 7 de football américain. 
Avec l'équipe de France de flag, elle remporte de nombreux titres, dont celui de championne du monde à Daigu (Corée du Sud) aux championnats du monde de l'IFAF en 2006. 

### Style de jeu
Elle commence au poste de receveur, puis joue généralement à la fois receveur et safety. En football américain, elle réalise plusieurs saisons en tant que QB et receveur. En juin 2022, au terme d'un match décisif pour les Elephants de Catane pour qui elle joue, son coach Strano déclare qu'il est: « fier des joueurs de la vieille garde, de la QB Elisa De Santis une championne qui nous donne toujours le maximum ». Dans une interview où elle est interrogée sur son passage du flag football au football américain, elle décrit ainsi ses qualités mais aussi les différences entre les deux sports : « quand je suis arrivée au foot, j’avais déjà les mains, les changements de direction, la lecture du jeu, mais je devais apprendre tout ce qui est lié au contact, apprendre les plaquages et à me servir des mains pour me libérer ». 

### Pionnière
Aux Molosses d'Asnières, elle joue pendant plusieurs années avec l'équipe masculine. En 2015, Elisa De Santis crée la section féminine de l'équipe des Molosses-Redlips dont elle est la quarterback mais également la coach. « Nous étions une bande de copines ayant du potentiel dans le flag alors au lieu de se joindre à une autre équipe féminine nous avons créé la nôtre », déclare-t-elle. 
Elle souhaite mener l'équipe de France de flag aux Jeux olympiques de 2028 où le flag devrait faire son entrée

## Palmarès
Avec l'équipe de France dont elle est la capitaine et considérée comme la meilleure joueuse à de nombreuses reprises, elle remporte notamment le championnat du monde en 2006 à Daigu, elle finit troisième à deux autres reprises. Elle remporte également le championnat d'Europe en 2007 à Sestola (Italie), et est deux fois vice-championne d'Europe notamment en 2013.

### Distinctions personnelles
- MVP défense à l'Euro 2013[15]
- MVP à l'Euro2007 (Sestola, Italie)
- All-Stars des championnats du monde 2008 (Montréal, Canada)
- All-Stars des championnats du monde 2012 (Goteborg, Suède)